# Лимбах (Вогтланд)
Лимбах (њем. Limbach) општина је у њемачкој савезној држави Саксонија. Једно је од 45 општинских средишта округа Фогтланд. Према процјени из 2010. у општини је живјело 1.563 становника. Посједује регионалну шифру (AGS) 14523190.

## Географски и демографски подаци
Лимбах се налази у савезној држави Саксонија у округу Фогтланд. Општина се налази на надморској висини од 350 метара. Површина општине износи 14,2 km². У самом мјесту је, према процјени из 2010. године, живјело 1.563 становника. Просјечна густина становништва износи 110 становника/km².